# Juan Ignacio Crespo
Juan Ignacio Crespo Carrillo (Madrid, 21 de septiembre de 1950) es un matemático español, financiero y analista económico.

## Datos biográficos
Juan Ignacio Crespo se licenció en Ciencias Exactas en la Universidad Complutense de Madrid. Tras terminar sus estudios, fue profesor de la Universidad Complutense y en 1979, se incorporó como estadístico del Estado al Instituto Nacional de Estadística. Dentro de la Administración Pública, se especializó en temas de financiación exterior, trabajando en la Dirección General del Tesoro y en 1986, fue nombrado Jefe del Gabinete Técnico de la Subsecretaría de Economía y Hacienda.
En 1988, abandonó el sector público y se incorporó a Caja Madrid, donde fue miembro del consejo de administración de la Corporación Caja Madrid. En 1996, fue despedido de Caja Madrid tras ser uno de los impulsores de la plataforma No nos resignamos a favor de la unidad de la izquierda. Posteriormente, trabajó en Caja Duero, fue director general de TPI, filial del grupo Telefónica y director de investigación en Thomson Reuters. Es colaborador habitual de varios medios de comunicación como El País, El Mundo, La Vanguardia, Radio Nacional de España (RNE], Cadena Ser, Televisión Española (TVE) o Capital Radio.

## Publicaciones
Es autor de los siguientes libros sobre la crisis económica:
- 2012 - Las dos próximas recesiones..
- 2014 - Como acabar de una vez por todas con los mercados.
- 2016 - ¿Por qué en 2017 volveremos a entrar en recesión?